# Do sostenido mayor
Do sostenido mayor (abreviatura en sistema europeo Do♯M y en sistema americano C♯) es la tonalidad que consiste en la escala mayor de do sostenido, y contiene las notas do sostenido, re sostenido, mi sostenido, fa sostenido, sol sostenido, la sostenido y si sostenido. Su armadura contiene 7 sostenidos.
Su tonalidad relativa es la sostenido menor, y su tonalidad homónima es do sostenido menor. Su equivalente enarmónico es re bemol mayor.

## Usos
la escala mayor de do sostenido está compuesta por las notas do sostenido, re sostenido, mi sostenido (fa natural), fa sostenido, sol sostenido, la sostenido, si sostenido (do natural) y do sostenido. 
Un arpa afinada en do sostenido mayor tiene todos sus pedales en posición baja. Debido a que las cuerdas están pinzadas y acortadas, ésta es la tonalidad menos resonante del instrumento.

### En música clásica
Si bien la mayoría de compositores prefieren usar su equivalente enarmónico re bemol mayor debido a que tiene sólo 5 bemoles en comparación a los 7 sostenidos de do sostenido mayor, en ocasiones escogen la tonalidad de do sostenido mayor:
- Johann Sebastian Bach la utilizó para su Preludio y Fuga n.º 3 en ambos libros del Clave bien temperado. [1]
- El Cuarteto para cuerdas n.º 3 de Béla Bartók es uno de los pocos en esta tonalidad.
- En la Rapsodia húngara n.º 6, Franz Liszt cambia la tonalidad de re bemol mayor a do sostenido mayor cerca del comienzo.
- "Octaves" de la serie Six études, op 5 de Jeanne Demessieux, pieza de órgano de grandísima dificultad.Y aparte sonara en do menor.